# کوت عباس‌پوره
کوت عباس‌پوره (به انگلیسی: Kot Abbas Pura) یک روستا در پاکستان است که در پنجاب واقع شده‌است.